# Natação nos Jogos Olímpicos de Verão de 2012 - 1500 m livre masculino
A competição dos 1500 metros livre masculino da natação nos Jogos Olímpicos de Verão de 2012 foi disputada nos dias 3 e 4 de agosto no Centro Aquático de Londres.

## Medalhistas
| Ouro   | CHN Sun Yang         |
| Prata  | CAN Ryan Cochrane    |
| Bronze | TUN Oussama Mellouli |

## Recordes
Antes desta competição, os recordes mundiais e olímpicos da prova eram os seguintes:
| Tipo | Atleta        | Tempo    | Local  | Data                 |
| ---- | ------------- | -------- | ------ | -------------------- |
|      | Sun Yang      | 14:34.14 | Xangai | 31 de julho de 2011  |
|      | Grant Hackett | 14:38.92 | Pequim | 15 de agosto de 2008 |

Os seguintes recordes mundiais ou olímpicos foram estabelecidos durante esta competição:
| Data        | Evento | Atleta       | Tempo    | Notas |
| ----------- | ------ | ------------ | -------- | ----- |
| 4 de agosto | Final  | CHN Sun Yang | 14:31.02 | ,     |

## Resultados

### Eliminatórias
| Pos. | Elim. | Raia | Nadador              | CON                 | Tempo    | Notas            |
| ---- | ----- | ---- | -------------------- | ------------------- | -------- | ---------------- |
| 1    | 4     | 4    | Sun Yang             | CHN China           | 14:43.25 | Q                |
| 2    | 4     | 7    | Oussama Mellouli     | TUN Tunísia         | 14:46.23 | Q                |
| 3    | 3     | 4    | Ryan Cochrane        | CAN Canadá          | 14:49.31 | Q                |
| 4    | 2     | 5    | Gregorio Paltrinieri | ITA Itália          | 14:50.11 | Q                |
| 5    | 2     | 3    | Daniel Fogg          | GBR Grã-Bretanha    | 14:56.12 | Q                |
| 6    | 3     | 5    | Park Tae-Hwan        | KOR Coreia do Sul   | 14:56.89 | Q                |
| 7    | 3     | 3    | Connor Jaeger        | USA Estados Unidos  | 14:57.56 | Q                |
| 8    | 2     | 6    | Mateusz Sawrymowicz  | POL Polônia         | 14:57.59 | Q                |
| 9    | 4     | 3    | Andrew Gemmell       | USA Estados Unidos  | 14:59.05 |                  |
| 10   | 4     | 1    | Sergiy Frolov        | UKR Ucrânia         | 14:59.19 | Recorde nacional |
| 11   | 4     | 6    | Job Kienhuis         | NED Países Baixos   | 15:03.16 |                  |
| 12   | 3     | 7    | Gergely Gyurta       | HUN Hungria         | 15:04.22 |                  |
| 13   | 2     | 2    | Gabriele Detti       | ITA Itália          | 15:06.22 |                  |
| 14   | 3     | 2    | Damien Joly          | FRA França          | 15:08.50 |                  |
| 15   | 3     | 1    | Dai Jun              | CHN China           | 15:13.90 |                  |
| 16   | 3     | 6    | David Davies         | GBR Grã-Bretanha    | 15:14.77 |                  |
| 17   | 4     | 5    | Pál Joensen          | DEN Dinamarca       | 15:18.42 |                  |
| 18   | 4     | 8    | Jarrod Poort         | AUS Austrália       | 15:20.82 |                  |
| 19   | 2     | 4    | Gergő Kis            | HUN Hungria         | 15:21.74 |                  |
| 20   | 4     | 2    | Anthony Pannier      | FRA França          | 15:24.08 |                  |
| 21   | 2     | 7    | Heerden Herman       | RSA África do Sul   | 15:25.71 |                  |
| 22   | 1     | 4    | Arturo Pérez Vertti  | MEX México          | 15:25.91 |                  |
| 23   | 2     | 8    | Alejandro Gómez      | VEN Venezuela       | 15:27.38 |                  |
| 24   | 1     | 7    | Jan Micka            | CZE República Checa | 15:29.34 |                  |
| 25   | 1     | 6    | Anton Sveinn McKee   | ISL Islândia        | 15:29.40 | Recorde nacional |
| 26   | 1     | 5    | Ediz Yıldırımer      | TUR Turquia         | 15:29.97 |                  |
| 27   | 2     | 1    | Matias Koski         | FIN Finlândia       | 15:34.80 |                  |
| 28   | 1     | 3    | Ventsislav Aydarski  | BUL Bulgária        | 15:34.86 |                  |
| 29   | 3     | 8    | Juan Pereyra         | ARG Argentina       | 15:36.72 |                  |
| 30   | 1     | 2    | Uladzimir Zhyharau   | BLR Bielorrússia    | 15:48.67 |                  |
| 31   | 1     | 1    | Ullalmath Gagan      | IND Índia           | 16:31.14 |                  |

### Final
| Pos.              | Raia | Nadador              | CON                | Tempo    | Notas              |
| ----------------- | ---- | -------------------- | ------------------ | -------- | ------------------ |
| Medalha de ouro   | 4    | Sun Yang             | CHN China          | 14:31.02 | Recorde mundial    |
| Medalha de prata  | 3    | Ryan Cochrane        | CAN Canadá         | 14:39.63 | Recorde da América |
| Medalha de bronze | 5    | Oussama Mellouli     | TUN Tunísia        | 14:40.31 |                    |
| 4                 | 7    | Park Tae-Hwan        | KOR Coreia do Sul  | 14:50.61 | Recorde nacional   |
| 5                 | 6    | Gregorio Paltrinieri | ITA Itália         | 14:51.92 |                    |
| 6                 | 1    | Connor Jaeger        | USA Estados Unidos | 14:52.99 |                    |
| 7                 | 8    | Mateusz Sawrymowicz  | POL Polônia        | 14:54.32 |                    |
| 8                 | 2    | Daniel Fogg          | GBR Grã-Bretanha   | 15:00.76 |                    |

Legenda
| Recorde mundial      | Recorde mundial (World record)               |                       | Recorde africano                      | Recorde africano (African) |                                           | Q | Classificado por posição (Qualified) |
| Recorde olímpico     | Recorde olímpico (Olympic record)            | Recorde da América    | Recorde da América (Americas)         | q                          | Classificado por melhor tempo (Qualified) |   |                                      |
| Melhor marca do ano  | Melhor marca do ano (World leading)          | Recorde asiático      | Recorde asiático (Asian)              | DNS                        | Não largou (Did not start)                |   |                                      |
| Recorde nacional     | Recorde nacional (National record)           | Recorde europeu       | Recorde europeu (European)            | DNF                        | Não terminou (Did not finish)             |   |                                      |
| Recorde pessoal      | Recorde pessoal do atleta (Personal best)    | Recorde da Oceania    | Recorde da Oceania (Oceania)          | DSQ / DQ                   | Desclassificado (Disqualified)            |   |                                      |
| Recorde da temporada | Recorde da temporada do atleta (Season best) | Recorde sul-americano | Recorde sul-americano (South America) | NM                         | Sem marca (No mark)                       |   |                                      |